# إيلا أونيل
إيلا أونيل (بالإنجليزية: Ella O'Neill)‏ هي كاتِبة أمريكية، ولدت في 13 أغسطس 1857 في نيو هيفن في الولايات المتحدة، وتوفيت في 28 فبراير 1922.